# JohnHathway
JohnHathway（ジョン・ハサウェイ）は、日本の芸術家、イラストレーター、同人作家、メディアアーティスト。京都嵯峨芸術大学芸術学部、短期大学部客員教授。
聖学院中学校・高等学校卒業。千葉大学卒業。東京大学大学院物理工学専攻修士修了(量子極限物理学専攻)。同大学院博士課程進学後、科学技術省の下、日本学術振興会特別研究員兼務。同人サークル・JH科学主宰。国際美術展「神戸ビエンナーレ2013」審査委員。
もともと物理学に傾倒していたが、興味の対象が変わり、徐々に同人作家として同人漫画の執筆に没頭するようになった。イラストレーションやデザインだけでなく、装置やソフトウェアなど様々な分野に関わる。
ペンネームが英語人名であり英語圏ラテン文字表記のため誤解され易いが本人は日本人であり特に外国にルーツがあるわけではなく、また英語も苦手である。
代表作に『魔法町シリーズ』、『真空管ドールズ』など。イラストでは、数千枚のレイヤーを重ねた緻密なイラストが特徴。

## 作品リスト

### メディアアート
- ΔFigure ロボットと彫刻の中間物(人工筋肉ロボット、アルス・エレクトロニカ、Ars Electronica,2014オーストリア)
- The Mother of Internet(WEBメディアアート、Yahoo!JAPANとのコラボ作品,2017)
- Mover(自動運転乗り物型メディアアート,神戸ビエンナーレ招待作品2015)
- 真空管ヘッドフォン(家電アート,JH科学展,JUXTAPOZ X SUPERFLAT,神戸ビエンナーレ2013,2011)
- 秋葉原ラディオ会館(秋葉原駅前ビル「ラジオ会館」壁画,高さ30m,TOKYO)

### 展示
- JH科学展（個展pixiv-Zingaro,Tokyo,2011）
- JUXTAPOZ X SUPERFLAT(村上隆プロデュース,バンクーバー美術館,Pivot Art + Culture(シアトル),2016)
- 神戸ビエンナーレ個展(神戸,2013)
- Ars Electronicaアルス・エレクトロニカ展示(オーストリア,リンツ,2014)
- 神戸ビエンナーレ招待展示(神戸,2015)
- 東京展(東京都美術館,2014)
- ルッカコミックス&ゲームズ JH科学展(Lucca,イタリア,2014)
- 渋谷PARCO 個展(渋谷パルコ,2013)
- Circulation Art 「芸術と環境展」(上海SHUN ART GALLERY,2010)
- RAWアートフェア内 JohnHathwayソロ展示(オランダロッテルダム,2012)
- 「10年代の無条件幸福」展（神楽坂eitoeiko,2013）
- JohnHathway原作のアプリゲーム「真空管ドールズ」リリース記念イベントブース、ドール型パソコン、キャラクター画、ファッションショー、街を再現したブース等を展示(ニコニコ超会議,2016)

### 書籍
- 2030年の旅（表紙作品）
- 図書館脱出ゲーム ぼくたちの謎とき大作戦!
- 図書館脱出ゲーム2 図書館オリンピック大作戦!
- 視覚文化「超」講義 (表紙イラスト)
- ヤングジャンプアオハル(キャンペーン絵,2009)
- SFマガジン表紙絵(2009)
- 「広告|恋する芸術と科学」(2014)

### イラスト
- 季刊ゼラチン2009 はる
- 138°Ｅ
- 138E Vol.2

### ゲーム
- 真空管ドールズ (アプリ)

### カードゲーム
- 真空管ドールコレクション

### 映像作品
- シド『ANNIVERSARY』参加
- TokyoOtakuMode x JohnHathway (JH Science) ♪ livetune feat. Hatsune Miku 「Redial」
- Neru『オーヴァークロック ／ feat. IA ROCKS』イラスト

### その他
- SXSW 日本ブース背景,USA,2014